# Bryony Shaw
Bryony Shaw, née le 28 avril 1983 à Wandsworth, est une véliplanchiste britannique.

## Carrière
Bryony Shaw participe aux Jeux olympiques d'été de 2008 à Pékin et remporte la médaille de bronze dans la catégorie du RS:X.